# فيليكس كاتونغو
فيلكس كاتونغو (بالإنجليزية: Felix Katongo)‏، من مواليد 18 ابريل 1984 في موفوليرا في زامبيا، لاعب كرة قدم زامبي.
بدأ مسيرته الكروية مع نادي بوتوندو وست تايغرز في موسم 2000/2001، وشارك معهم في 15 مباراة وسجل 14 هدف، وفي موسم 2001/2002 انتقل إلى نادي فوريست رينجرز، ولعب معهم 15 مباراة وسجل 14 هدف، وفي عام 2002 انتقل إلى نادي غرين بوفالوز، ولعب معهم حتى عام 2005، وشارك معهم في 38 مباراة وسجل 22 هدف، وفي موسم 2005/2006 انتقل إلى نادي جومو كوزموس الجنوب أفريقي، وفي عام 2006 عاد إلى نادي غرين بوفالوز، وفي عام 2007 انتقل إلى نادي بيترو أتلتيكو الأنغولي، ومنذ عام 2007 لعب مع نادي بريميرو دي أغستو الأنغولي. ناديه الحالي هو نادي رين الفرنسي.
و هو يلعب مع منتخب زامبيا لكرة القدم.

## روابط خارجية
- فيليكس كاتونغو على موقع الاتحاد الدولي (مؤرشف)  (الإنجليزية)
- فيليكس كاتونغو على موقع قاعدة بيانات كرة القدم.إي يو (الإنجليزية)
- فيليكس كاتونغو على موقع ناشيونال فوتبول تيمز (الإنجليزية)
- فيليكس كاتونغو على موقع Soccerway.com (الإنجليزية)
- فيليكس كاتونغو على موقع كووورة